# Comuna Lisewo
Gmina Lisewo este o comună (în poloneză: gmina) rurală în powiat Chełmno, voievodatul Cuiavia și Pomerania, Polonia.
Comuna acoperă o suprafață de 86,2 km² și are, potrivit datelor din anul 2006, o populație de 5.259.